# Sutiã de treinamento

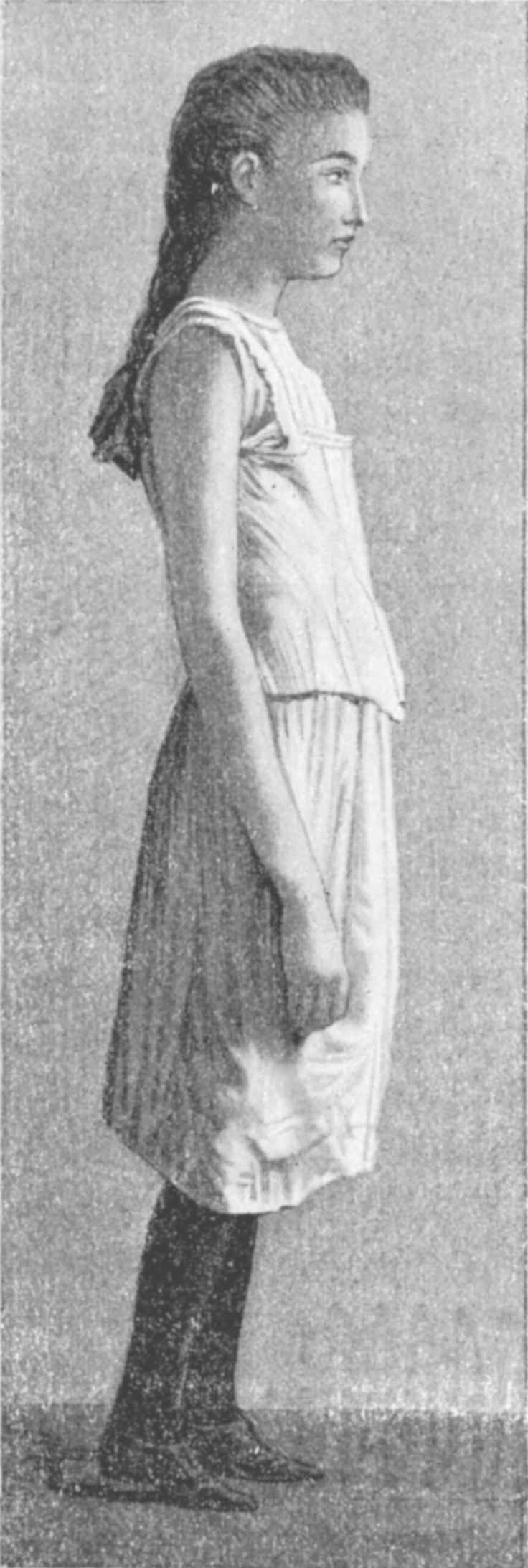
Uma ilustração do século XIX de uma garota vestindo uma camisola; antes de cerca de 1950, este era o vestido típico de meninas pré-púberes.

Sutiã de treinamento (ou sutiã de treino) é um sutiã leve concebido para as meninas que começaram a desenvolver as mamas durante a puberdade, quando as mamas da menina ainda não estão grandes o suficiente para caber num sutiã de tamanho padrão. O crescimento da mama é geralmente definido pela escala de Tanner. As meninas que estão desenvolvendo as mamas estão nos estágios de Tanner I e II. Sutiãs de treino são geralmente leves, sem forro, estilo pulôver e apresentam uma banda de sutiã macia e elástica e taças suaves. Antes da comercialização de sutiãs de treino, uma pré-adolescente ou menina adolescente jovem nos países ocidentais normalmente usava uma "cintura" de uma peça ou camisola sem taças ou dardos.
Quando uma garota recebe seu primeiro sutiã, isso pode ser visto como um muito aguardado rito de passagem em sua vida significando sua maioridade. Sutiãs para pré-adolescentes e meninas que entram na puberdade foram comercializados pela primeira vez durante a década de 1950. Algumas empresas têm sido criticadas por venderem sutiãs a pré-adolescentes e por sexualizarem meninas em idade precoce.